# アンデスネズミ属
アンデスネズミ属（アンデスネズミぞく、Aepeomys）は、哺乳綱齧歯目キヌゲネズミ科コトンラット亜科に分類される属。

## 種
- クロアンデスネズミ Aepeomys lugens (Thomas, 1896)
- レイグアンデスネズミ Aepeomys reigi Ochoa G., Aguilera, Pacheco, and Soriano, 2001